# 亞爾莫林齊區

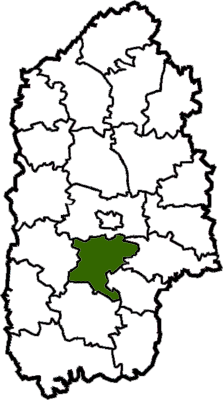

49°11′33″N 26°50′23″E / 49.19250°N 26.83972°E
亞爾莫林齊區（烏克蘭語：Ярмолинецький район）是位於烏克蘭西部赫梅利尼茨基州的舊區，首府設於亞爾莫林齊，並於2020年被撤銷。該區面積898平方公里，2012年人口31,599，人口密度每平方公里35.19人。